# Für immer (Friday Night Lights)
Für immer (Originaltitel: Always) ist eine Emmy-prämierte Episode der US-amerikanischen Fernsehserie Friday Night Lights. Als dreizehnte Episode der fünften Staffel bildet sie das Serienfinale. In Deutschland lief die Folge erstmals am 21. Januar 2013 auf TNT Serie.

## Handlung
Nach der Entscheidung, dass das Football-Programm der East Dillon Lions eingestellt wird, stehen sowohl die Spieler als auch Head Coach Eric Taylor vor einer ungewissen Zukunft. Taylor hat ein Angebot für einen Fünf-Jahres-Vertrag vorliegen, wieder als Trainer bei den Dillon Panthers zu arbeiten, seine Frau Tami möchte jedoch die Stelle als Dekanin an einem College in Philadelphia annehmen. Matt Saracen kommt wieder in die Stadt und macht Julie Taylor einen Heiratsantrag, den sie annimmt. Nachdem sie jedoch erfährt, dass Matt ihren Vater vorher nicht um Erlaubnis gefragt hat, schickt sie ihn zu ihm. Als Matt ihn fragt, reagiert Coach Taylor mit Ablehnung, da Matt erst 19 und Julie erst 18 Jahre alt ist. Auch Julies Mutter ist von der Nachricht wenig begeistert. Vince möchte derweil seinen Vater zum bevorstehenden Landesfinale einladen, er lehnt jedoch ab, da er etwas anderes zu tun habe. Nachdem Coach Taylor dies erfährt, sucht er Vinces Vater auf und fordert ihn auf, zum Spiel zu kommen. Währenddessen erfährt Jess, dass sie zu ihrem Vater nach Dallas ziehen soll, worauf Coach Taylor ihr anbietet an einer örtlichen Highschool ein Wort für sie einzulegen, damit sie ihren Traum erfüllen kann, Highschool-Football-Trainerin zu werden. Luke und Becky versöhnen sich und Buddy macht Druck auf Coach Taylor, sich noch vor dem Landesfinale für oder gegen die Panthers zu entscheiden. Taylor entscheidet schließlich, der Karriere seiner Frau den Vortritt zu geben und mit ihr nach Philadelphia zu ziehen. Im Landesfinale, zu dem Vinces Vater erscheint, liegen die Lions 3 Sekunden vor Schluss mit 21:26 zurück, gewinnen das Spiel aber durch einen Hail Mary über 63 Yards. Es folgt ein Zeitsprung von acht Monaten: Eric Taylor trainiert ein Footballteam in Philadelphia, Tami Taylor ist dort Dekanin an dem College, Vince wurde zum Quarterback der Dillon Panthers, Luke ging zur United States Army, Matt und Julie leben glücklich zusammen, Jess ist Assistenztrainerin bei einem Highschoolteam und die Riggins-Brüder bauen auf dem Land von Tim ein Haus.

## Rezeption

### Kritik
In der Internet Movie Database erhielt die Folge eine Bewertung von 9,7/10 basierend auf 555 Stimmabgaben. Alan Sepinwall von HitFix lobte die Folge und insbesondere die Musikauswahl. Für ihn gäbe es in der Episode jedoch zu viele Liebeserklärungen, auch wenn diese ausgezeichnet gespielt seien. James Poniewozik von der Time bezeichnete die Folge als gut, aber nicht perfekt, da die Handlung um Vince und seinen Vater zu emotionslos gespielt sei. Er lobte jedoch die Szenen um Eric und Tami Taylor sowie die Hail-Mary-Schlussszene. Eric Goldman von IGN sagte, er liebe diese Episode. Sie sei zwar nicht die beste der Serie, dennoch sei sie erneut eine sehr starke Darstellung mit Herz und Menschlichkeit. Er beurteilte die Vermittlung einer Idee, wie es mit den Charakteren weitergehe, die weder einfach, verkürzt noch trocken wäre, positiv. Weiter pries er die 8-Monate-später-Montage als perfekt.

### Auszeichnungen
Jason Katims gewann 2011 für diese Episode einen Emmy für das beste Drehbuch einer Dramaserie. Für den Schnitt bekam Angela M. Catanzaro eine Nominierung bei den American Cinema Editors Awards 2012. Michael Waxman wurde für seine Regie 2011 mit dem Humanitas Prize ausgezeichnet und erhielt 2012 eine Nominierung für den Directors Guild of America Award.

## Soundtrack
| Titel                        | Interpret                 |
| ---------------------------- | ------------------------- |
| Devil Knows You're Dead      | Delta Spirit              |
| Your Hand in Mine            | Explosions in the Sky     |
| It's Christmas Time in Texas | John Evans                |
| Heaven                       | Brandi Carlile            |
| Jingle Bells                 |                           |
| No Truth in Your Eyes        | David Kitt                |
| Sleigh Ride                  | Ella Fitzgerald           |
| Holy Holy Holy Moses         | Alec Ounsworth            |
| Hello Darlin                 | Conway Twitty             |
| (Don't Tremble)              | The Low Anthem            |
| Inside it All Feels the Same | Explosions in the Sky     |
| To West Texas                | Explosions in the Sky     |
| Stokkseyri                   | Jonsi and Alex            |
| Deus Ex Machina              | If These Trees Could Talk |